# Butes (Sohn des Teleon)
Butes (altgriechisch Βούτης Boútēs), der Sohn des Teleon, ist eine Gestalt der griechischen Mythologie.
Er stammte aus Attika. Als seine Mutter wird Zeuxippe angegeben, was jedoch auf eine Verwechselung mit Butes, dem Sohn des Pandion, zurückzuführen sein könnte, dessen Mutter ebenfalls Zeuxippe hieß.
Er nahm an der Argonautenfahrt teil. Als die Sirenen die Argonauten mit ihrem Gesang betören wollten, gelang es Orpheus durch seinen Gegengesang, alle Teilnehmer vor der Gefahr zu bewahren. Nur Butes sprang ins Meer, um zu ihnen zu gelangen. Aphrodite errettete ihn vor dem Ertrinken und brachte ihn nach Lilybaion auf Sizilien. Er wurde König der Elymer. Zusammen mit Aphrodite hatte er den Sohn Eryx.